# Chapelle de Launay
La chapelle de Launay appelée aussi chapelle Saint-Vincent est une chapelle catholique située à Ernemont-la-Villette, en France.

## Localisation
L'église est située à Ernemont-la-Villette, commune du département français de la Seine-Maritime.

## Historique
La chapelle est datée du XVIIIe siècle.
L'édifice est inscrit au titre des monuments historiques par arrêté du 11 mars 1964.

## Description
La chapelle est bâtie en briques roses et pierres grises, tuiles et ardoises.
L'édifice conserve un porche couvert et une litre funéraire de la famille Le Bouracher.